# 北大动物
北大動物（學名：Beidazoon）或稱北大蟲或丘疹古蟲（Bullivetula variola），屬於古蟲類動物中體型較小的一種（全長 0.8 至 1.4 厘米），發現於雲南昆明海口鎮的筇竹寺組玉案山段（尖山剖面及耳材村剖面）。屬名是北京大學的簡稱；而種名在拉丁文帶有美的意思，形容化石保存得極為完整精美。

## 描述
體型小。外型近似古蟲，但口器不突出；前體同樣形成四塊（左右各兩片）堅硬的板片並將前體覆蓋，表面有許多小突起，兩側各具五個鰓囊；後體也一樣分為七個堅硬的體節。